# Edgewood, Iowa
Edgewood är en ort i Clayton County, och Delaware County, i Iowa. Vid 2020 års folkräkning hade Edgewood 909 invånare.